# Jonas Andersson (ishockeyspelare)
Jonas Erik Andersson, född 24 februari 1981 i Lidingö församling, Stockholms län, är en svensk före detta professionell ishockeyspelare, som är expertkommentator i hockeysändningar på SVT.

## Karriär
Jonas Andersson spelade juniorishockey med AIK fram till 1999. Han blev draftad 1999 av Nashville Predators som nummer 33 i den andra omgången och flyttade över till Nordamerika inför säsongen 1999/2000. Första åren spelade han mest i North Bay Centennials i farmarligan OHL och för Milwaukee Admirals i IHL. Han blev uttagen i 1999/2000 års All-star lag för nybörjare i OHL.
Mellan åren 2001 och 2004 spelade han mest i farmarligorna men fick några matcher med Nashville Predators i NHL säsongen 2001/2002.
Säsongen 2004/2005 var Jonas Andersson åter i Sverige och spelade i Elitserien för Södertälje SK och Brynäs IF.
Följande säsong, 2005/2006, flyttade han till finska SM-liiga och spel i Ilves. 2006/2007 vann han brons i finska ligan med HPK, vilket han följde upp med en finsk mästartitel och spel med Oulun Kärpät under 2007/2008. Året därpå placerade sig Karpät på silverplats och Jonas Andersson erövrade en plats i det finska All-star laget.

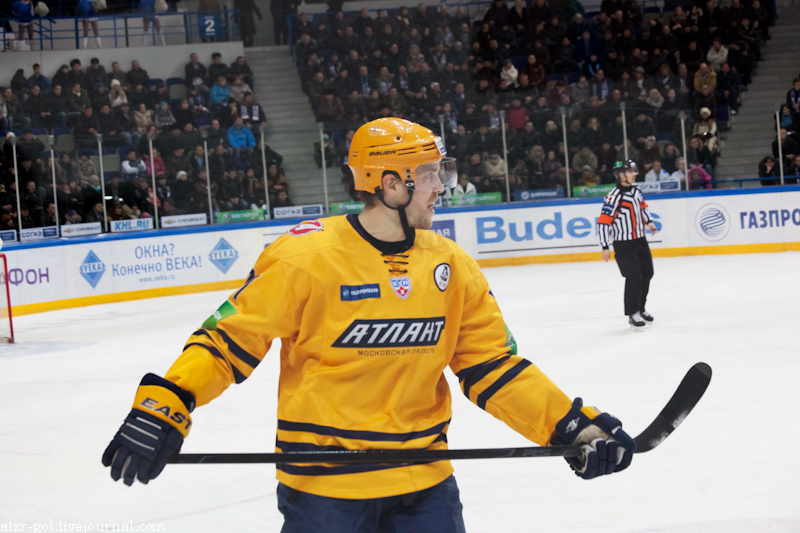
Jonas Andersson i KHL-matchen mellan Amur och Atlant den 29 november 2011.

I 2009/2010 spelade han med Dynamo Minsk i KHL, men laget slutade sist i sin division. 
Internationellt har Jonas Andersson spelat i Juniorvärldsmästerskapet i ishockey 2001. Han vann bronsmedalj med Tre Kronor i VM 2010 i Tyskland, där han gjorde sex mål på nio matcher, bland dessa två i bronsmatchen mot Tyskland. Efter succén i hockey-VM så blev han erbjuden ett kontrakt av  Nashville Predators, en klubb han en gång blivit draftad av. Anlitad av SVT numera till  årliga VM , som expertkommentator och analytiker.